# Lüchau

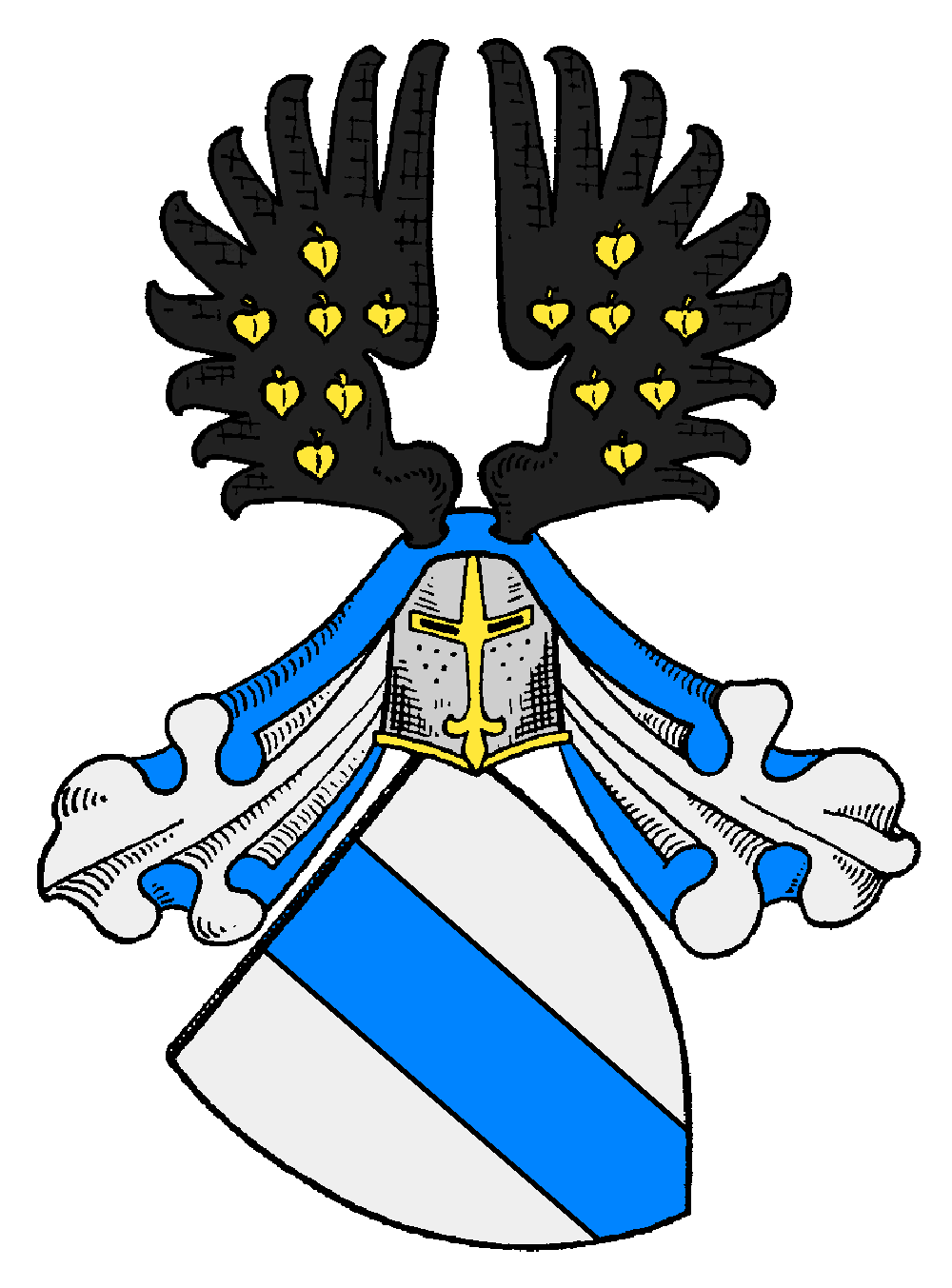
Wappen derer von Lüchau

Lüchau ist der Name eines ausgestorbenen fränkischen Adelsgeschlechts.

## Geschichte
Die Familie von Lüchau trat als thüringisch-vogtländisches Rittergeschlecht im Gefolge der Vögte von Weida erstmals im Jahre 1266 in einer Urkunde mit Ulricus de Conratsrute in Erscheinung. Sie stammte von den Lubichanern aus Lobechow bei Jena ab. Der Stammbaumforscher Alban von Dobeneck unterschied 1911 vier Hauptlinien. Ausgehend vom Stammgebiet um Konradsreuth teilte sich die Familie im 15. Jahrhundert in vier Hauptlinien auf: Die Linie Donndorf (mit Eckersdorf, Unterleinleiter, auch Oberwaiz und Seybothenreuth), die Linie Hartungs (Leupoldsgrün), die Linie Brunn-Wiedersbach (und Sachsen) und die Linie Haselmühle-Mendorferbuch. Verhältnismäßig kurzfristige Besitzungen, wie Uprode, Röslau oder Selbitz sind dem Stammgebiet bzw. der Linie Hartungs zuzurechnen. Die Linie Hartungs und die Linie Brunn-Wiedersbach werden jeweils mit einer älteren und einer jüngeren Linie unterschieden. Alle Zweige konnten sich bis zur Mitte des 17. Jahrhunderts behaupten. Die Donndorfer Linie setzte sich noch weitere hundert Jahre fort; Friedrich Ludwig zu Donndorf und Unterleinleiter, der 1756 verstarb, gilt als letzter Namensträger.

### Die sagenhafte Gründung der Stadt Hof
Die Lüchauer gelten der Sage nach neben den Herren von Sparneck, den Herren von Kotzau und den Herren von Feilitzsch als Gründer der Stadt Hof/Saale.

### Konradsreuth (1266–1484)
Konradsreuth wurde erstmals im Jahre 1266 in einer Urkunde erwähnt, in der von einem „Ulricus de Conratsrute“ aus dem Geschlecht der Lüchauer die Rede ist. Die Herren von Lüchau herrschten auf Schloss Konradsreuth bis 1484. Im Jahre 1441 verlieh ihnen Kaiser Friedrich III. ein Hochgericht.

### Röslau (1419–vor 1467)
Die Lüchauer waren mit einem Herrensitz und Gütern in Röslau vertreten.

### Uprode (1424–1484)

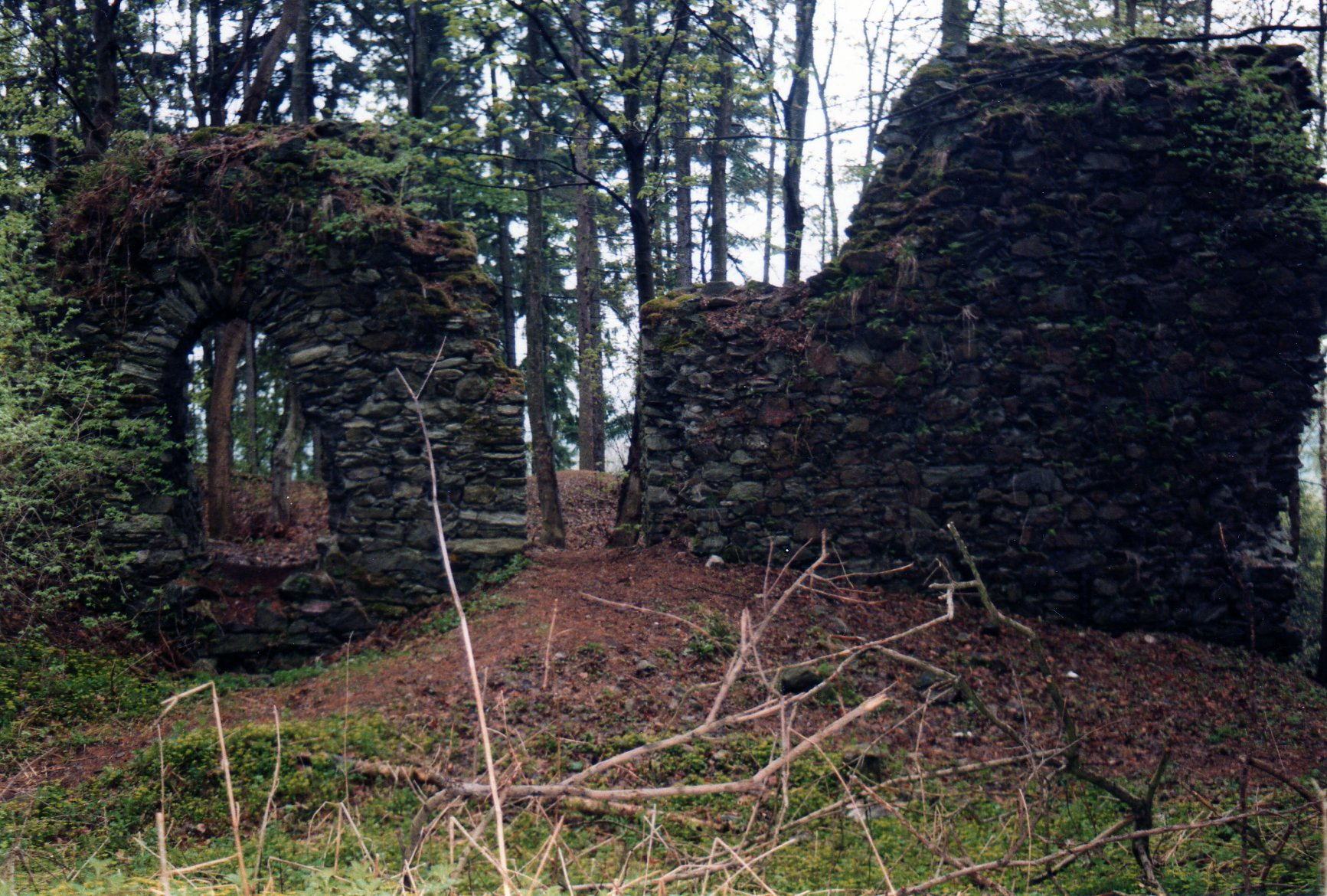
Burgruine Uprode

Die Burg Uprode ist eine Burgruine oberhalb des kleinen Dorfes Oppenroth, das heute nach Weißdorf (Landkreis Hof) eingemeindet ist. Die Burg Uprode wurde um 1320 von den Rittern von Sparneck zur Sicherung ihres Stammlandes erbaut. Später ging der Besitz der Burg an die verwandten Herren von Lüchau über. Am 2. Juli 1429 wurde ein Heinz von Lüchau wegen seiner „getreuen, willigen Dienste“ vom Markgrafen Friedrich IV. mit der Burg Uprode belehnt. Ihm wurde auch erlaubt, so viel Nutz- und Brennholz, wie für die Uprode benötigt wurde, aus dem nahe gelegenen Hag hauen zu lassen. Als Gegenleistung musste die Uprode allerdings immer für den Markgrafen und sein Gefolge offenstehen. Ob Heinz von Lüchau die Uprode wegen besonderer Verdienste oder aus familiären Gründen zu Lehen bekam, ist nicht bekannt. Für die Belehnung aus familiären Gründen spricht allerdings, dass er noch vor 1418 Elsa von Sparneck heiratete, eine Tochter des vorherigen Besitzers der Uprode, Friedrich. Am 12. Januar 1466 wurde ein Hans von Lüchau vom Markgrafen Albrecht mit der Uprode belehnt. Hans von Lüchau geriet sowohl mit anderen Rittern als auch mit dem Rat der Stadt Eger in Händel. Er hatte gemeinsam mit Heinz von Lüchau und einem Herren von Blassenberg drei Stadtbauern aus Eger gefangen genommen. Im Jahre 1469 verkauften die Lüchauer die Uprode. Seltsamerweise wurde am 10. Dezember 1484 noch einmal ein Konrad von Lüchau auf der Uprode genannt.

### Die Lüchauer in der Zeit der Raubritter (1523)

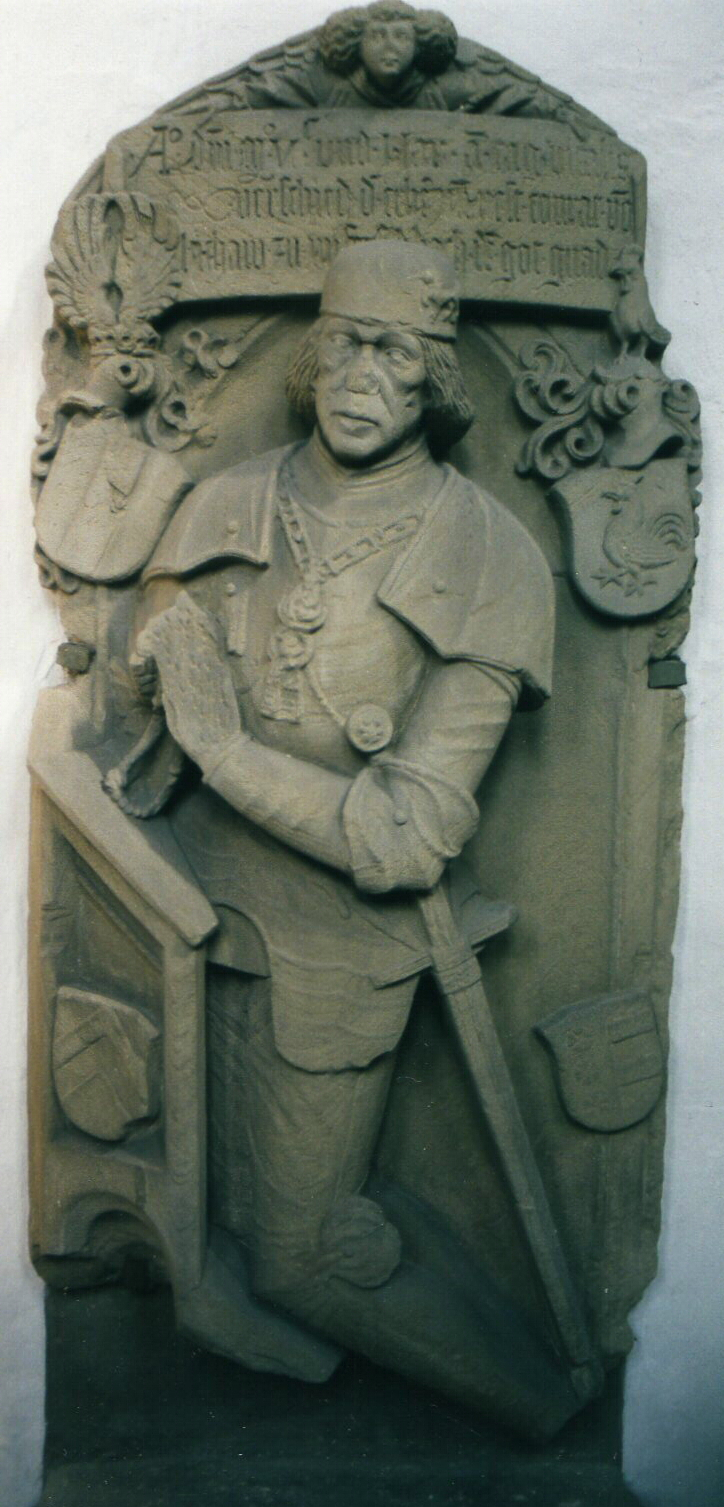
Epitaph des Conrad von Lüchau, Ritter im Schwanenorden, in der Ordenskapelle der St.-Gumbertus-Kirche in Ansbach.

Viele ehemals angesehene Ritter kamen immer mehr in Bedrängnis, da sie den Feuerwaffen im 15. und 16. Jahrhundert nicht gewachsen waren. An die Stelle der Ritter traten Büchsenmeister und Landsknechte. Ein anderer Grund war der Übergang von der Natural- zur Geldwirtschaft. Da die Ritter von den Erträgen ihrer Bauern lebten, versuchten sie, ihre Stellung durch das Faustrecht zu behaupten, was zum Raubrittertum führte. Bekanntestes Beispiel eines Ritters, der zum Raubritter wurde, war Hans Thomas von Absberg, wegen dessen Fehden auch die Sparnecker ihre Burgen verloren. Heinz von Lüchau-Hartungs, der Herr über das Dorf Leupoldsgrün, wurde vom Späher Kilian Walter ebenfalls bezichtigt, diesen gefährlichen Raubritter zu unterstützen. Heinz von Lüchau habe Hans Thomas von Absberg erlaubt, seine Gefangenen ins Verlies der Burg Hartungs zu werfen. Die Gefährten des Absbergers habe er dort übernachten lassen. Diese Vermutungen waren der Grund, dass Hartungs, der Waldstein und auch viele andere Burgen als Raubritternester galten. So entsandte der Schwäbische Bund, dem auch die freie Reichsstadt Nürnberg angehörte, im Jahr 1523 eine Strafexpedition, die die 23 angeblichen Raubritterburgen (z. B. auch die Burg Uprode) dem Erdboden gleichmachte. Leupoldsgrün wurde verschont, weil Heinz von Lüchau anscheinend glaubhaft seine Unschuld beteuert hatte.
Offenbar wurde in Nachverhandlungen in Nürnberg 1529 die Fehde mit seinem Schwager Wolf von Sparneck noch einmal als getrenntes Geschehen von der Strafexpedition des Schwäbischen Bundes erkannt. Während Wolf von Sparneck eine Schäferei in Hartungs abbrannte, wobei 400 Schafe ums Leben gekommen sein sollen, steckte Heinz von Lüchau im Gegenzug Schloss Stockenroth samt Nebengebäuden in Brand.

### Die Lüchauer als Schwanenritter (um 1500)
In der St.-Gumbertus-Kirche in Ansbach gibt es Totenschilde und Epitaphien der Ritter vom Schwanenorden, darunter auch Conrad von Lüchau, Sohn des Heinz und der Else von der Uprode und deren Sohn Sebastian. Von der Familie von Lüchau wird noch Apollonia von Lüchau, eine geborene von Egloffstein, als Mitglied im Schwanenorden genannt.

### Leupoldsgrün (1398–1668)
In Leupoldsgrün erhöhte sich die Anzahl der Anwesen von 14 (im Jahr 1490) auf 19 (im Jahr 1502). Sie unterstanden überwiegend den Burggrafen von Nürnberg und den Herren von Lüchau. Diese besaßen sieben Anwesen und zwei Wirtshäuser. Das Bier für die Wirtshäuser wurde im Bräuhaus des Schlosses in Hartungs gebraut, das die Lüchauer im Jahre 1398 von den Markgrafen als Lehen bekommen hatten. In dieser Zeit blühte die Naturalwirtschaft. So wurden die Ritter von den Landesherren mit Teilen ihres Besitzes belehnt und diese mussten im Gegenzug im Ernstfall auf der Seite ihres Herren kämpfen. Wolf von Lüchau, Amtmann zu Schauenstein, und sein Bruder Heinz von Lüchau, Herr auf Hartungs, hatten sich für den Kriegsfall verpflichtet, drei Pferde (Ritter), sechs Fußknechte und einen Wagen für die Brandenburgisch-Culmbachische Ritterschaftsvereinigung zu stellen. Adam von Lüchau wurde als letzter Lüchauer in Leupoldsgrün unter dem Altar der Dorfkirche beigesetzt. Die Nachfolge der Lüchauer in Leupoldsgrün trat die Familie Baum von Baumsdorf an, die aber bereits 1725 wieder ausstarb.

### Unterleinleiter (1689 bis vor 1732)
1689 erbte Christian Siegmund von Lüchau das Rittergut Unterleinleiter.
Nach Biedermann war Friedrich Ludwig von Lüchau, geboren am 19. Juli 1685, verheiratet mit Maria Charlotta von Lüschwitz, 1724 Herr von Unterleinleiter, Donndorf, Eckersdorf und St. Gilgenberg (namensgebend für das Asyl St. Gilgenberg, heute Rathaus Eckersdorf), Ritter im Roten Adlerorden. Er bekleidete zahlreiche Ämter.

### Donndorf und Eckersdorf (1552–1757)

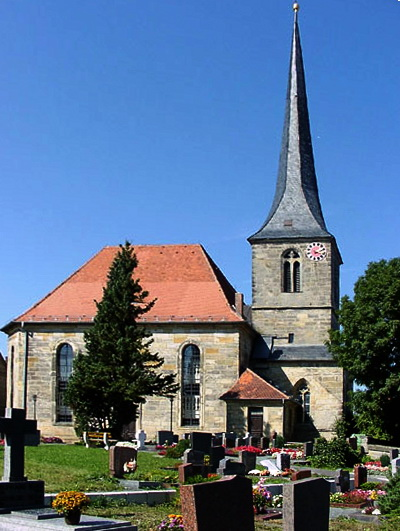
St. Ägidius in Eckersdorf bewahrt noch heute zahlreiche Hinweise auf die Lüchauer

Die Herren von Plassenberg erwarben 1420 erste Güter in Eckersdorf und waren hundert Jahre später in dessen vollständigem Besitz. Nach dem Aussterben der Plassenberger kamen Eckersdorf und Donndorf 1552 an die Herren von Lüchau, bis sie 1757 an das Markgraftum Bayreuth fielen.
Die Herren von Lüchau dienten den Bayreuther Markgrafen als Offiziere, Amtmänner und Kammerherren und erwarben sich große Verdienste.

## Wappen
Das Wappen zeigt in Silber einen blauen Pfahl. Auf dem Helm mit blau-silbernen Decken ein mit sieben goldenen Lindenblättern besteckter offener Flug.
Der blaue Pfahl findet sich noch heute als Element in den Gemeindewappen von Konradsreuth, Leupoldsgrün und Eckersdorf.

Wappen derer von Lüchau in Siebmachers Wappenbuch von 1605
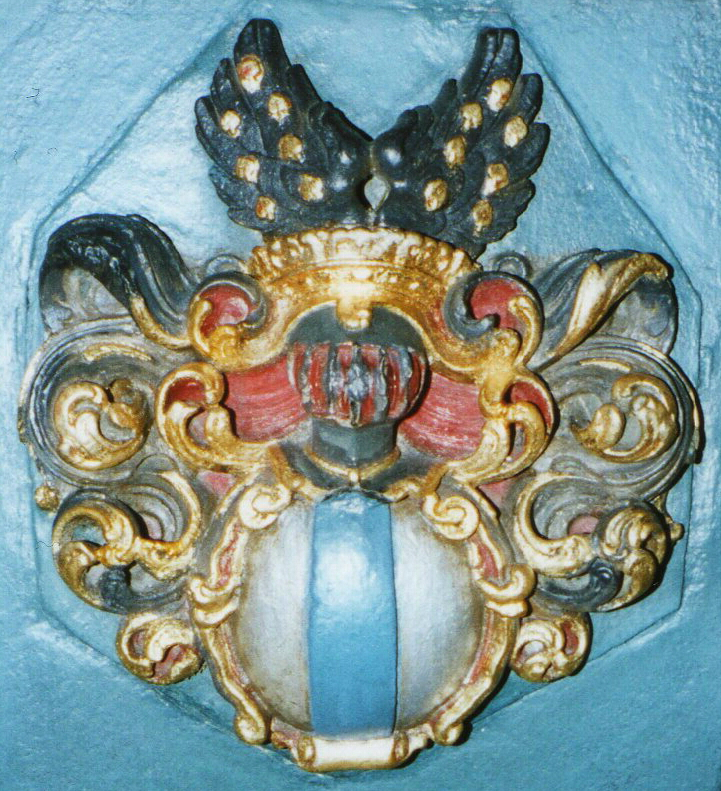
Wappen derer von Lüchau am Taufbecken der Eckersdorfer Kirche
Wappen der Gemeinde Konradsreuth
Wappen der Gemeinde Leupoldsgrün
Wappen der Gemeinde Eckersdorf

## Der Familienname Lüchau
Den Familiennamen Lüchau gibt es auch heute noch. Die Ausbreitung des Namens innerhalb Deutschlands ist teilweise erforscht. Er wurde durch deutsche Auswanderer aber auch nach Amerika exportiert. Der Ursprung der von-Lüchau-Linie liegt im Dorf Groß Löbichau bei Jena. Es gibt aber auch eine Familie Lüchau. Bisher sind nur Lüchau-Familien-Linien bekannt, die ihren Ursprung im nahen Umkreis der Stadt Lüchow haben. In der Stadt Lüchow hat es auch Adelige von Lüchow gegeben, die aber aus einer anderen Adelslinie aus Göttingen stammten: von Reinhausen und von Warpke aus Verden. Es ist bisher keine Verbindung der Norddeutschen Lüchaus zur von Lüchau-Linie zu finden. Den aus der slawischen Sprache kommenden Namen Lüchau findet man zu 90 % nördlich von Hannover. Er bedeutet Ort in einer feuchten Niederung. Noch heute findet man um Berlin das Havelländische Luch und das Rhinluch als feuchte Niederungen. Die Ergänzung au und ow bedeuten Ort. Personen aus der Stadt Lüchow, die im Umland (ca. ab 1300) neue Erwerbsmöglichkeiten suchten oder fortheirateten, wurden im neuen Ort zum Beispiel Heinrich (von) Lüchau genannt. Da es im Gegensatz zur adeligen von-Lüchau-Linie nicht so viele alte Dokumente gibt, beginnt die lückenlose Linie bei Stade mit Otto Lüchau um 1610. Auch heute leben dort noch Nachfahren der Familie Lüchau.

## Verwandtschaft mit anderen Rittergeschlechtern

### Familie von Sparneck
Die Familie von Lüchau ist unter anderem mit den von Sparneck verwandt. Der Stammbaumforscher Alban von Dobeneck geht von 5 Eheschließungen (im 15. und 16. Jahrhundert) aus:
- Conrad von Lüchau und Else von Sparneck
- Heinz von Lüchau und Maria von Sparneck (auf Leupoldsgrün)
- Heinz von Lüchau und Else von Sparneck (auf der Uprode)
- Caspar (Wolf) von Sparneck und Cordula von Lüchau
- Hans Günter von Lüchau und Catharina von Sparneck

### Liste verwandter adeliger und bürgerlicher Familien
Abenberg, Adolzheim, Ammertal, Apfental, Aufseß, Basmann, Beulwitz, Breitenloer, Buchholz, Dobeneck, Dobeneck-Erbsbühl, Dobeneck-Göritz, Egloffstein, Erlbeck, Feilitzsch, Friesen, Gnotstadt, Gumerau, Guttenberg, Haberkorn, Happurch, Hausner, Hendel zu Rehau, Imhoff, Künsberg, Leonrod, Lüschwitz, Lützelburg, Mendorffer, Mitz, Oberländer zum Rudolfstein, Obernitz, Ossa, Rabensteiner zu Döhlau, Raitenbach, Reisbach, Reitzenstein, Rüsenbach, Rußwurm, Sack zu Mülltroff, Seckendorff-Aberdar, Seidewitz, Sparneck, Steinau, Stiebar, Streitberg, Stein, Tettau, Thamberg, Trockau, Wenthaim, Wildenstein, Wilhelmsdorf, Wirsberg, Wolfstein, Würtzburg, Zedtwitz, Zingl

## Persönlichkeiten
- Kunz von Lüchau († 1516), Amtmann
- Alexander von Lüchau († vor 1530), Hauptmann von Wunsiedel
- Uwe Lüchau (1937–2018), deutscher Fußballspieler
- Wolf Siegmund von Lüchau, (* 1604; † 1646), der Gewisse, Mitglied der literarischen Fruchtbringenden Gesellschaft, die 1619 gegründet wurde. (Liste Nr. 259)